# Рикардо Кварежма
Рикардо Андраде Кварежма Бернардо (порт. Ricardo Andrade Quaresma Bernardo; Лисабон, 26. септембар 1983) је бивши португалски фудбалер који је у својој каријери наступао за Спортинг Лисабон, Барселону, Порто, Интер, Челси, Бешикташ, Ал Ахли, Касимпашу и Виторију Гимараеш где је и завршио са активним бављењем фудбала. Наступао је чак 15 година за репрезентацију Португалије за коју је одиграо 80 утакмица и постигао 10 голова.

## Клупска каријера

### Спортинг Лисабон
Кварежма је у дебитовао у сезони 2000/01, одигравши 15 утакмица за други тим Спортинга из Лисабона. У наредној сезони промовисан је у први тим од стране менаџера Ласла Болоњија. Одиграо је 28. мечева и постигао 3. гола, и био је један од важнијих играча у освајању дупле круне. 
Сезона 2002/03. је била слаба за Спортинг, који је завршио на трећем месту, након чега су почеле спекулације о његовом одласку из клуба.

### Барселона
Кварежма је у јулу 2003. продат Барселони за 6. милиона евра, а Спортинг је такође добио Фабиа Рочембака на једногодишњу позајмицу. У својој јединој сезони у Барси одиграо је 10. мечева као стартер а 11. пута је улазио са клупе, постигавши само један гол. 
У последњој недељи сезоне повредио је десно стопало због чега је морао да пропусти Европско првенство за играче до 21. године 2004. Током трајања Европског првенства Кварежма је изјавио да не жели да игра за Барселону све док је Франк Рајкард тренер.

### Порто
У лето 2004. Кварежма је прешао у Порто, као део трансфера Дека у Барселону. Почео је сјајно постигавши прво гол у Суперкупу Европе против Валенсије,  а затим и у португалском Суперкупу против Бенфике. 
У Порту је за четири сезоне одиграо 114 лигашких утакмица и постигао 24. гола. Са „змајевима“ је освојио 3 титуле шампиона, 1 трофеј победника купа, 2 трофеја националног суперкупа и 1 трофеј победника интерконтиненталног купа.

### Интер
Дана 1. септембра 2008. Кварежма је потписао уговор са италијанским шампионом Интером. На свом првом мечу у Серији А, против Катаније, упутио је шут након којег је Ђузепе Маскара постигао аутогол. Ипак није успео да остави добар утисак, па је чак освојио трофеј Златна канта који се традиционално додељује најгорем појачању.

### Позајмица у Челси
Дана 2. фебруара 2009, последњег дана прелазног рока у Енглеској, Кварежма је дошао на позајмицу у Челси до краја сезоне. Свој деби је имао 7. фебруара 2009. против Хал ситија. Кварежма је изјавио да се много боље осећа у Челсију и да има много више самопоуздања него у Интеру. Свој последњи меч за Челси је одиграо 21. марта и ту је његов тим доживео пораз 0:1 од Тотенхема. На крају сезоне се вратио у Интер.

### Повратак у Интер
Иако је Интер покушавао да га прода, није било интересовања за њега. Након пензионисања Луиса Фига, Кварежма је преузео његов број 7, а Мурињо је изјавио да ће му пружити шансу у новој сезони. Свој деби у сезони имао је против Барија, ушавши као замена Патрику Вијери. Ретко је добијао шансу, да би доласком Пандева испао из планова Муриња. 

### Бешикташ
Дана 13. јуна 2010. Кварежма је потписао за Бешикташ. Бешикташ је за њега платио 7,3 милиона евра. Потписао је трогодишњи уговор по коме ће у првој сезони зарадити 3,5 милиона а у друге две сезоне по 3,75 милиона евра. Свој први гол је постигао против Плзења у Лиги Европе. Био је један од најважнијих играча у освајању турског купа 2011. године. У финалном мечу против Истанбула постигао је први гол у 33. минуту а меч је завршен резултатом 2:2, да би након пенала Бешикташ добио са 4:3. Кварежма је проглашен играчем утакмице. У марту 2012. клуб га је суспендовао због сукоба који је имао са тренером Карвалалом. У децембру 2012. је отпуштен.

### Ал Ахли
У јануару 2013. Кварежма је потписао уговор са екипом Ал Ахли из Дубаија. У мају 2013. је отпуштен.

### Повратак у Порто
Након одласка из Дубајиа крајем маја 2013. године био је без клуба читавих шест месеци. На изненађење многих Кварежма се 1. јануара 2014. и званично вратио у Порто, клуб у којем је пружао најбоље партије током каријере и где је остварио најбоље резултате како екипне тако и индивидуалне. Чак 10.000 навијача португалског гиганта дочекало је Кварежму на његовом првом тренингу по повратку на стадион Драгао. Као и приликом свог првог боравка у Порту поново је узео дрес са бројем 7.

### Повратак у Бешикташ
У јулу 2015. године Кварежма се вратио у Турску, а приликом доласка у Истанбул на аеродрому га је сачекало неколико хиљада раздраганих навијача Бешикташа. Дао је велики допринос у освајању две узастопне титуле првака Турске.

### Касимпаша
У августу 2019.године потписује уговор са Фудбалским клубом Касимпашом.

## Репрезентација
Кварежма је са репрезентацијом до 17. година освојио Европско првенство 2000. године. Свој деби у сениорском тиму је имао у јуну 2003, на пријатељском мечу са Боливијом.
Због повреде морао је да пропусти Европско првенство за играче до 21 године 2004, ЕУРО 2004 и Олимпијске игре 2004. Није играо на Светском првенству 2006, али је свој деби на великом такмичењу имао на Европском првенству 2008.
Због лоше форме није позван на Светско првенство 2010, али је поново наступао на Европском првенству 2012. где је стигао са својом репрезентацијом до полуфинала. Ипак, врхунац своје репрезентативне каријере доживео је на Европском првенству 2016. у Француској где су Португалци прилично неочекивано дошли до титуле првака старог континента.

### Голови за репрезентацију
| #   | Датум             | Место              | Противник | Гол | Резултат        | Такмичење                                 |
| --- | ----------------- | ------------------ | --------- | --- | --------------- | ----------------------------------------- |
| 1.  | 24. март 2007.    | Лисабон, Португал  | Белгија   | 3-0 | 4-0             | Квалификације за Европско првенство 2008. |
| 2.  | 6. фебруар 2008.  | Цирих, Швајцарска  | Италија   | 1-2 | 1-3             | Пријатељска                               |
| 3.  | 11. јун 2008.     | Женева, Швајцарска | Чешка     | 3-1 | 3-1             | Европско првенство 2008.                  |
| 4.  | 11. октобар 2014. | Париз, Француска   | Француска | 1-2 | 1-2             | Пријатељска                               |
| 5.  | 29. мај 2016.     | Порто, Португал    | Норвешка  | 1-0 | 3-0             | Пријатељска                               |
| 6.  | 8. јун 2016.      | Лисабон, Португал  | Естонија  | 2-0 | 7-0             | Пријатељска                               |
| 7.  | 8. јун 2016.      | Лисабон, Португал  | Естонија  | 6-0 | 7-0             | Пријатељска                               |
| 8.  | 25. јун 2016.     | Ленс, Француска    | Хрватска  | 1-0 | 1-0 (продужеци) | Европско првенство 2016.                  |
| 9.  | 18. јун 2017.     | Казањ, Русија      | Мексико   | 1-0 | 2-2             | Куп конфедерација 2017.                   |
| 10. | 25. јун 2018.     | Саранск, Русија    | Иран      | 1-0 | 1-1             | Светско првенство 2018.                   |

## Трофеји

### Спортинг Лисабон
- Првенство Португала (1) : 2001/02.
- Куп Португала (1) : 2001/02.
- Суперкуп Португала (1) : 2002.

### Порто
- Првенство Португала (3) : 2005/06, 2006/07, 2007/08.
- Куп Португала (1) : 2005/06.
- Суперкуп Португала (2) : 2004, 2006.
- Интерконтинентални куп (1) : 2004.

### Челси
- ФА куп (1) : 2008/09.

### Интер
- Лига шампиона (1) : 2009/10.
- Серија А (2) : 2008/09, 2009/10.
- Куп Италије (1) : 2009/10.

### Бешикташ
- Првенство Турске (2) : 2015/16, 2016/17.
- Куп Турске (1) : 2010/11.

### Ал Ахли
- Куп Председника (1) : 2012/13.

### Португал
- Светско првенство до 17. година (1) : 2000.
- Европско првенство (1) : 2016.

### Индивидуална признања
- Најбољи играч португалске лиге (1) : 2006.